# عبد الله بن مفطر الشمراني
عبدالله بن مفطر الشمراني مهندس سعودي يشغل منصب الرئيس التنفيذي لهيئة المساحة الجيولوجية السعودية منذ نوفمبر 2020م. تدرج خلال مسيرته العملية في عدد من المناصب القيادية والإدارية منها: رئيس الشركة العربية للبتروكيماويات، ورئيس مجلس إدارة الشركة الأوروبية للبتروكيماويات، ورئيس شركة الجبيل المتحدة للبتروكيماويات وشركة الجبيل للأسمدة.

## التعليم
حاصل على شهادة البكالوريوس في الهندسة الكيميائية من جامعة الملك سعود في الرياض عام 1989م.

## العمل والمناصب
- الرئيس التنفيذي لهيئة المساحة الجيولوجية من نوفمبر 2020.
- عمل رئيساً للشركة المتحدة للبتروكيماويات في الجبيل إحدى شركات سابك.[4]
- عمل مديراً عاماً للتشغيل في شركة سافكو إحدى شركات سابك ثم عين رئيساً لشركة البيروني التابعة لسابك عام 2012.[5]
- عضو مجلس إدارة شركة الفوسفات السعودية.[6]